# Aharon Uzan

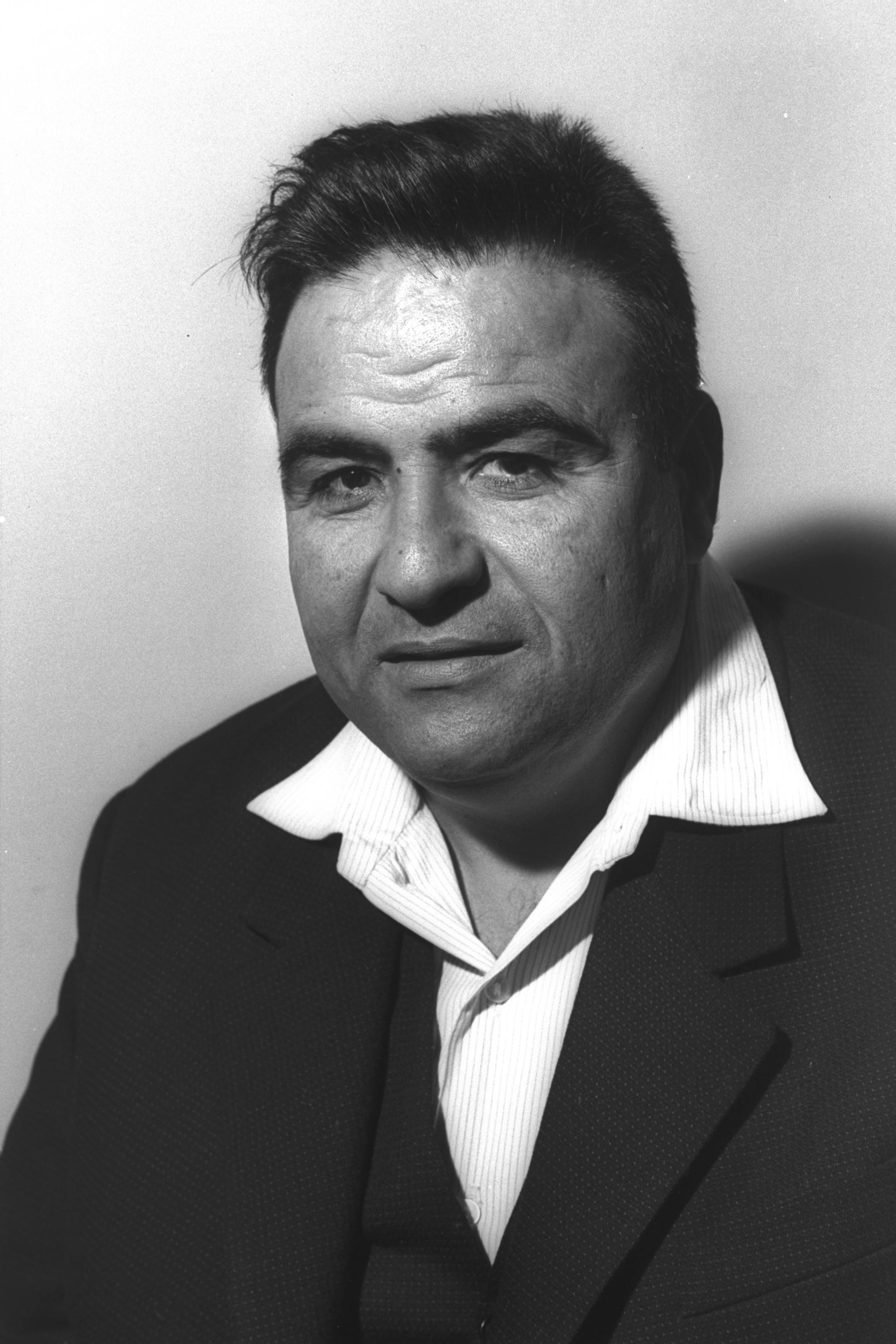
Aharon Uzan (1966)

Aharon Uzan (hebräisch אַהֲרֹן אוּזָן Aharon Ūsan; geboren am 1. November 1924 in Moknine, Tunesien; gestorben am 23. Januar 2007) war ein israelischer Politiker.

## Leben
Aharon Uzan schloss sich in Tunesien in der rechtsgerichteten, zionistischen Jugendbewegung Betar an, bevor er 1949 nach Israel ging, wo er zusammen mit anderen tunesischen Einwanderern im westlichen Negev den Moschav Gilat gründete, in dem er sich niederließ. Er diente dem Moschav von 1952 bis 1959 als Sekretär und Schatzmeister. 1960 gründete der die Negev Moshavim Purchasing Company, die er bis 1968 auch leitete. Weitere Firmen, die er gründete und die mit der Versorgung der Moschavim im Negev zusammenhingen, waren Negev Water, Negev Moshav Development Company, Merhav: Transportation to Negev Moshavim. Von 1970 bis 1973 war er Sekretär der Moschav-Bewegung (hebräisch תְּנוּעַת הַמּוֹשָׁבִים Tnūʿat haMōschavīm). Nach 1979 war Aharon Uzan Präsident der Sphardischen Föderation in Israel (הַפֵדֵרַצְיָה הַסְּפָרַדִּית בְּיִשְׂרָאֵל HaFederazjah haSpharadīt bəJisraʾel), dem Dachverband der Sephardim in Israel.

## Politische Karriere
Im Jahre 1949 schloss er sich in Israel der linksgerichteten Mapai an, die er 1981 verließ, um zusammen mit Aharon Abuchazira die Tami zu gründen.
Bei den Wahlen zu 6. Knesset (vom 22. November 1965 bis zum 17. November 1969) am 1. November 1965 kandidierte Uzan auf der Liste der HaMaʿarach und zog ins Parlament ein. In der von Levi Eschkol gegründeten 13. Regierung, die durch eine Koalition des linken Parteienbündnisses HaMaʿarach mit einigen weiteren Parteien (unter ihnen die Nationalreligiöse Partei, Rafi und die Unabhängigen Liberalen) ermöglicht wurde und die nach dem Tod Eschkols (26. Februar 1969) am 17. März 1969 endete, bekleidete Uzan das Amt des stellvertretenden Landwirtschaftsministers, eine Position, die er auch in der Nachfolgeregierung (14. Regierung unter Golda Meʾir, die vom 17. März 1969 bis zum Ende der Legislaturperiode am 15. Dezember 1969 bestand) behielt. In den Wahlen zur 7. Knesset verlor Aharon Uzan sein Mandat und sein Amt.
Erst in der 16. Regierung, die von Golda Meʾir am 10. März 1974 gegründet wurde, aber nur bis zum 3. Juni 1974 Bestand hatte, erhielt Uzan wieder ein Regierungsamt: er wurde Kommunikationsminister, obgleich er in der 8. Knesset (21. Januar 1974 bis 13. Juni 1977) keinen Sitz hatte. Nach dem Rücktritt Meʾirs und der Übernahme der Regierungsgeschäfte durch Jitzchak Rabin war Uzan in der 17. Regierung (3. Juni 1974 bis zum 20. Juni 1977) Landwirtschaftsminister, zusätzlich übernahm er für die Zeit vom 20. März 1975 bis zum Ende der Regierungsperiode vom bisherigen Amtsinhaber Rabin das ihm bereits bekannte Amt des Kommunikationsministers.
In der 9. Knesset (Wahlen am 17. Mai 1977), deren Legislaturperiode vom 13. Juni 1977 bis zum 20. Juli 1981 dauerte, und in der vom Likkud geführten Regierung unter Menachem Begin war Uzan nicht vertreten.
Von 1981 bis 1984 war er Minister für Einwanderung und Eingliederung, von 1982 bis 1984 war er außerdem Minister für Arbeit und Wohlfahrt. Sein Grab befindet sich im Moschav Galit.